# Kisbéri járás
A Kisbéri járás Komárom-Esztergom vármegyéhez tartozó járás Magyarországon, amely 2013-ban jött létre. Székhelye Kisbér. Területe 510,55 km², népessége 20 221 fő, népsűrűsége pedig 40 fő/km² volt 2013. elején. 2013. július 15-én egy város (Kisbér) és 16 község tartozott hozzá.
Kisbér a járások 1983. évi megszüntetése előtt soha nem volt járási székhely. Némiképp a mai járás előzményének tekinthető azonban, hogy a város 1984-től városi jogú nagyközségként, majd 1986-tól városként közigazgatási körzetközponti (városkörnyék-központi) szerepkört töltött be.

## Települései
| Település         | Rang (2013. július 15.) | Közös hivatal | Kistérség (2013. január 1.) | Népesség (2013. január 1.) | Terület (km²) |
| ----------------- | ----------------------- | ------------- | --------------------------- | -------------------------- | ------------- |
| Kisbér            | járásszékhely város     |               | Kisbéri                     | 5 432                      | 52,16         |
| Ácsteszér         | község                  | Ácsteszér     | Kisbéri                     | 704                        | 17,72         |
| Aka               | község                  | Császár       | Kisbéri                     | 247                        | 18,09         |
| Ászár             | község                  | Ászár         | Kisbéri                     | 1 713                      | 18,68         |
| Bakonybánk        | község                  | Réde          | Kisbéri                     | 451                        | 15,06         |
| Bakonysárkány     | község                  | Császár       | Kisbéri                     | 1 012                      | 14,12         |
| Bakonyszombathely | község                  | Ácsteszér     | Kisbéri                     | 1 450                      | 36,53         |
| Bársonyos         | község                  | Ászár         | Kisbéri                     | 774                        | 16,87         |
| Császár           | község                  | Császár       | Kisbéri                     | 1 855                      | 67,8          |
| Csatka            | község                  | Ácsteszér     | Kisbéri                     | 237                        | 17,76         |
| Csép              | község                  | Tárkány       | Kisbéri                     | 349                        | 20,06         |
| Ete               | község                  | Tárkány       | Kisbéri                     | 593                        | 20,6          |
| Kerékteleki       | község                  | Ászár         | Kisbéri                     | 689                        | 29,46         |
| Réde              | község                  | Réde          | Kisbéri                     | 1 412                      | 45,88         |
| Súr               | község                  | Réde          | Kisbéri                     | 1 232                      | 37,35         |
| Tárkány           | község                  | Tárkány       | Kisbéri                     | 1 518                      | 64,95         |
| Vérteskethely     | község                  | Császár       | Kisbéri                     | 553                        | 17,46         |